# Голишмановський міський округ
Голишма́новський міський округ (рос. Голышмановский городской округ) — міський округ у складі Тюменської області, Росія.
Адміністративний центр — селище міського типу Голишманово.

## Географія
Голишмановський міський округ на півночі межує з Аромашевським і Югрінським районами, на сході — з Ішимським, на півдні — з Бердюзьким, на заході — з Армізонським та Омутинським районами області.
На території округу розташований регіональний заказник «Орловський» (10 500 га).

## Населення
Населення округу становить 25145 осіб (2020; 25851 у 2018, 26747 у 2010, 27907 у 2002).

## Історія
Голишмановський район з центром у селі Голишманово утворений 3 листопада 1923 року у складі Ішимського округу Уральської області на території колишніх Голишмановської, частин Малишенської, Ражевської, Євсинської та Карасульської волостей Ішимського повіту Тюменської губернії. До складу району входили 24 сільради: Бескозобовська, Бистринська, Воздвиженська, Голишмановська, Дранковська, Землянівська, Кармацька, Катишкинська, Козловська, Корольовська, Крупинінська, Лапушинська, Луковська, Малоємецька, Малишенська, Медведевська, Михайловська, Ражевська, Святославська, Скаредінська, Середньо-Чирківська, Турлаківська, Черемшанська та Шулиндінська. 10 червня 1931 року до складу району увійшли 12 сільрад ліквідованого Ламенського району — Алексієвська, Боровлянська, Горбуновська, Гришинська, Євсинська, Малиновська, Нікольська, Новоселковська, Оськинська, Робчуківська, Свистівська та Усть-Ламенська. 1 січня 1932 року центр району перенесено до села Катишка. 17 січня 1934 року район увійшов до складу Челябінської області, 7 грудня — до складу Омської області. 19 вересня 1939 року до складу району увійшла Усть-Мало-Чирківська сільрада Бердюзького району.
14 серпня 1944 року район увійшов до складу Тюменської області. 11 червня 1948 року село Катишка перетворено в смт Голишманово, Катишкинська сільрада перетворена в Голишмановську селищну раду. 17 червня 1954 року ліквідовані Алексієвська, Бистринська, Воздвиженська, Горбуновська, Гришинська, Дранковська, Кармацька, Козловська, Лапушинська, Луковська, Малоємецька, Михайловська, Нікольська, Новоселковська, Робчуківська, Свистівська, Святославська, Скаредінська, Турлаківська та Усть-Мало-Чирківська сільради. 23 серпня 1957 року ліквідовані Малиновська та Черемшанська сільради, утворена Ламенська сільрада. 24 квітня 1958 року ліквідована Землянівська сільрада. 23 квітня 1959 року ліквідована Шулиндінська сільрада, утворена Хмельовська сільрада. 1 лютого 1963 року район перетворений в укрупнений Голишмановський сільський район, до його складу увійшла територія ліквідованого Аромашевського району. 4 січня 1965 року утворена Слободчиківська сільрада, ліквідована Бескозобовська сільрада, Крупинінська сільрада перейменована в Гладиловську, Преображенська сільрада перейменована в Новоаптулинську.
12 січня 1965 року район був розукрупнений — Балахлейська, Кротовська, Малоскаредінська та Новопетровська сільради передані до складу Сорокинського району, 28 січня ліквідована Скаредінська сільрада. 9 грудня 1970 року Аромашевська, Бобровська, Вагинська, Малиновська, Новоаптулинська, Новоберезовська, Слободчиківська та Сорочкинська сільради передані до складу відновленого Аромашевського району. 28 січня 1971 року утворені Землянівська та Черемшанська сільради.
Станом на 2002 рік у складі району існували 1 селищна та 15 сільських рад:
| Поселення                        | Площа, км² | Населення, осіб (2002) | Населені пункти                                                                                   |
| -------------------------------- | ---------- | ---------------------- | ------------------------------------------------------------------------------------------------- |
| Голишмановська селищна рада      | -          | 13510                  | смт Голишманово                                                                                   |
| Бескозобовська сільська рада     | -          | 659                    | село Бескозобово, присілки Новоселки, Святославка, Терехіна, Успенка                              |
| Боровлянська сільська рада       | -          | 807                    | присілки Алексієвка, Боровлянка, Горбунова, Свистуха                                              |
| Гладиловська сільська рада       | -          | 1238                   | село Гладилово, присілки Крупиніна, Кутирева, Скакуново, Скаредінка                               |
| Голишмановська сільська рада     | -          | 1061                   | село Голишманово, присілки Кузнецова, Садовщикова, Шулиндіно                                      |
| Євсинська сільська рада          | -          | 1209                   | село Євсино, присілки Нікольськ, Одіна, Оськина, Солоділова                                       |
| Землянівська сільська рада       | -          | 656                    | присілки Басаргіна, Брованова, Земляна, Скаредна                                                  |
| Корольовська сільська рада       | -          | 934                    | село Корольово, присілки Винокурова, Дербень, Дранкова, Кармацька                                 |
| Ламенська сільська рада          | -          | 1183                   | селище Ламенський, присілки Большаки, Глибока, Малиновка, Медвежка                                |
| Малишенська сільська рада        | -          | 1344                   | село Малишенка, присілки Михайловка, Мокрушина, Одіна, Русакова, Свинина                          |
| Медведевська сільська рада       | -          | 909                    | село Медведево, присілок Бистра                                                                   |
| Ражевська сільська рада          | -          | 1018                   | село Ражево, присілки Козловка, Малоємецьк                                                        |
| Середньочирківська сільська рада | -          | 1237                   | село Середні Чирки, присілки Великі Чирки, Лапушина, Мілкозерова, Темна, Турлаки, Усть-Малі Чирки |
| Усть-Ламенська сільська рада     | -          | 989                    | село Усть-Ламенка, присілки Гришина, Робчуки                                                      |
| Хмельовська сільська рада        | -          | 521                    | селище Комсомольський, присілки Нова Хмельовка, Хмельовка                                         |
| Черемшанська сільська рада       | -          | 632                    | присілки Плотина, Черемшанка                                                                      |

2004 року район отримав статус муніципального, селищна та сільські ради перетворені у сільські поселення. 20 вересня 2018 року Голишмановський муніципальний район перетворено в Голишмановський міський округ, при цьому були ліквідовані усі сільські поселення:
| Поселення                             | Площа, км² | Населення, осіб (2010) | Населення, осіб (2018) | Населені пункти                                                                                   |
| ------------------------------------- | ---------- | ---------------------- | ---------------------- | ------------------------------------------------------------------------------------------------- |
| Бескозобовське сільське поселення     | 250,00     | 566                    | 488                    | село Бескозобово, присілки Новоселки, Святославка, Терехіна, Успенка                              |
| Боровлянське сільське поселення       | 236,42     | 704                    | 583                    | присілки Алексієвка, Боровлянка, Горбунова, Свистуха                                              |
| Гладиловське сільське поселення       | 282,11     | 1106                   | 1047                   | село Гладилово, присілки Крупиніна, Кутирева, Скакуново, Скаредінка                               |
| Голишмановське сільське поселення     | 471,95     | 1637                   | 1361                   | село Голишманово, присілки Кузнецова, Плотина, Садовщикова, Черемшанка, Шулиндіно                 |
| Голишмановське сільське поселення     | 101,36     | 13634                  | 14285                  | смт Голишманово                                                                                   |
| Євсинське сільське поселення          | 466,61     | 1058                   | 967                    | село Євсино, присілки Нікольськ, Одіна, Оськина, Солоділова                                       |
| Землянівське сільське поселення       | 258,36     | 648                    | 564                    | присілки Басаргіна, Брованова, Земляна, Скаредна                                                  |
| Корольовське сільське поселення       | 157,71     | 823                    | 749                    | село Корольово, присілки Винокурова, Дербень, Дранкова, Кармацька                                 |
| Ламенське сільське поселення          | 304,58     | 979                    | 818                    | селище Ламенський, присілки Глибока, Малиновка, Медвежка                                          |
| Малишенське сільське поселення        | 183,08     | 1234                   | 1102                   | село Малишенка, присілки Михайловка, Мокрушина, Одіна, Русакова, Свинина                          |
| Медведевське сільське поселення       | 236,02     | 937                    | 892                    | село Медведево, присілок Бистра                                                                   |
| Ражевське сільське поселення          | 230,43     | 1022                   | 893                    | село Ражево, присілки Козловка, Малоємецьк                                                        |
| Середньочирківське сільське поселення | 380,33     | 1033                   | 916                    | село Середні Чирки, присілки Великі Чирки, Лапушина, Мілкозерова, Темна, Турлаки, Усть-Малі Чирки |
| Усть-Ламенське сільське поселення     | 170,05     | 895                    | 783                    | село Усть-Ламенка, присілки Гришина, Робчуки                                                      |
| Хмельовське сільське поселення        | 356,04     | 471                    | 403                    | селище Комсомольський, присілки Нова Хмельовка, Хмельовка                                         |

## Населені пункти
| №  | Населений пункт                   | Населення, осіб (2002) | Населення, осіб (2010) |
| -- | --------------------------------- | ---------------------- | ---------------------- |
| 1  | Алексієвка, присілок              | 111                    | 74                     |
| 2  | Басаргіна, присілок               | 11                     | 8                      |
| 3  | Бескозобово, село                 | 380                    | 327                    |
| 4  | Бистра, присілок                  | 67                     | 38                     |
| -  | Большаки, присілок                | 0                      | -                      |
| 5  | Боровлянка, присілок              | 463                    | 407                    |
| 6  | Брованова, присілок               | 81                     | 74                     |
| 7  | Великі Чирки, присілок            | 48                     | 42                     |
| 8  | Винокурова, присілок              | 78                     | 60                     |
| 9  | Гладилово, село                   | 963                    | 876                    |
| 10 | Глибока, присілок                 | 142                    | 123                    |
| 11 | Голишманово, селище міського типу | 13510                  | 13634                  |
| 12 | Голишманово, село                 | 546                    | 540                    |
| 13 | Горбунова, присілок               | 137                    | 135                    |
| 14 | Гришина, присілок                 | 90                     | 54                     |
| 15 | Дербень, присілок                 | 150                    | 127                    |
| 16 | Дранкова, присілок                | 137                    | 130                    |
| 17 | Євсино, село                      | 397                    | 391                    |
| 18 | Земляна, присілок                 | 456                    | 486                    |
| 19 | Кармацька, присілок               | 82                     | 65                     |
| 20 | Козловка, присілок                | 98                     | 77                     |
| 21 | Комсомольський, селище            | 131                    | 122                    |
| 22 | Корольово, село                   | 487                    | 441                    |
| 23 | Крупиніна, присілок               | 100                    | 65                     |
| 24 | Кузнецова, присілок               | 140                    | 147                    |
| 25 | Кутирева, присілок                | 51                     | 37                     |
| 26 | Ламенський, селище                | 926                    | 780                    |
| 27 | Лапушина, присілок                | 248                    | 175                    |
| 28 | Малиновка, присілок               | 93                     | 76                     |
| 29 | Малишенка, село                   | 897                    | 858                    |
| 30 | Малоємецьк, присілок              | 166                    | 159                    |
| 31 | Медведево, село                   | 842                    | 899                    |
| 32 | Медвежка, присілок                | 22                     | 0                      |
| 33 | Михайловка, присілок              | 143                    | 143                    |
| 34 | Мілкозерова, присілок             | 148                    | 133                    |
| 35 | Мокрушина, присілок               | 77                     | 64                     |
| 36 | Нікольськ, присілок               | 283                    | 241                    |
| 37 | Нова Хмельовка, присілок          | 312                    | 292                    |
| 38 | Новоселки, присілок               | 56                     | 38                     |
| 39 | Одіна (Євсинське сп), присілок    | 187                    | 164                    |
| 40 | Одіна (Малишенське сп), присілок  | 58                     | 29                     |
| 41 | Оськина, присілок                 | 212                    | 171                    |
| 42 | Плотина, присілок                 | 125                    | 118                    |
| 43 | Ражево, село                      | 754                    | 786                    |
| 44 | Робчуки, присілок                 | 157                    | 97                     |
| 45 | Русакова, присілок                | 134                    | 104                    |
| 46 | Садовщикова, присілок             | 138                    | 129                    |
| 47 | Свинина, присілок                 | 35                     | 36                     |
| 48 | Свистуха, присілок                | 96                     | 88                     |
| 49 | Святославка, присілок             | 37                     | 33                     |
| 50 | Середні Чирки, село               | 521                    | 447                    |
| 51 | Скакуново, присілок               | 8                      | 0                      |
| 52 | Скаредінка, присілок              | 116                    | 128                    |
| 53 | Скаредна, присілок                | 108                    | 80                     |
| 54 | Солодилова, присілок              | 130                    | 91                     |
| 55 | Темна, присілок                   | 6                      | 7                      |
| 56 | Терьохіна, присілок               | 120                    | 117                    |
| 57 | Турлаки, присілок                 | 113                    | 91                     |
| 58 | Успенка, присілок                 | 66                     | 51                     |
| 59 | Усть-Ламенка, село                | 742                    | 744                    |
| 60 | Усть-Малі Чирки, присілок         | 153                    | 138                    |
| 61 | Хмельовка, присілок               | 78                     | 57                     |
| 62 | Черемшанка, присілок              | 507                    | 452                    |
| 63 | Шулиндіно, присілок               | 237                    | 251                    |